# Tom Lenaerts
Tom Lenaerts (Deurne, 25 oktober 1968) is een Belgisch televisiemaker die vooral bekend is van Schalkse Ruiters, Mannen op de Rand van een Zenuwinzinking, De Pappenheimers, De Parelvissers en Met man en macht. 
Hij begon zijn tv-carrière achter de schermen. Mark Uytterhoeven, die hem had gescout bij de Belgische Improvisatie Liga, vroeg hem achter de schermen mee te werken aan Morgen Maandag.
Zijn eerste verschijning op het scherm kwam in het improvisatietheater-programma Onvoorziene Omstandigheden van Mark Uytterhoeven. Daarna werkte hij vooral samen met Bart De Pauw. Samen maakten zij de programma's Schalkse Ruiters, Mannen op de Rand van een Zenuwinzinking en De Mol. Hij presenteerde ook de taalquiz Tien voor Taal, samen met Tineke Verburg.

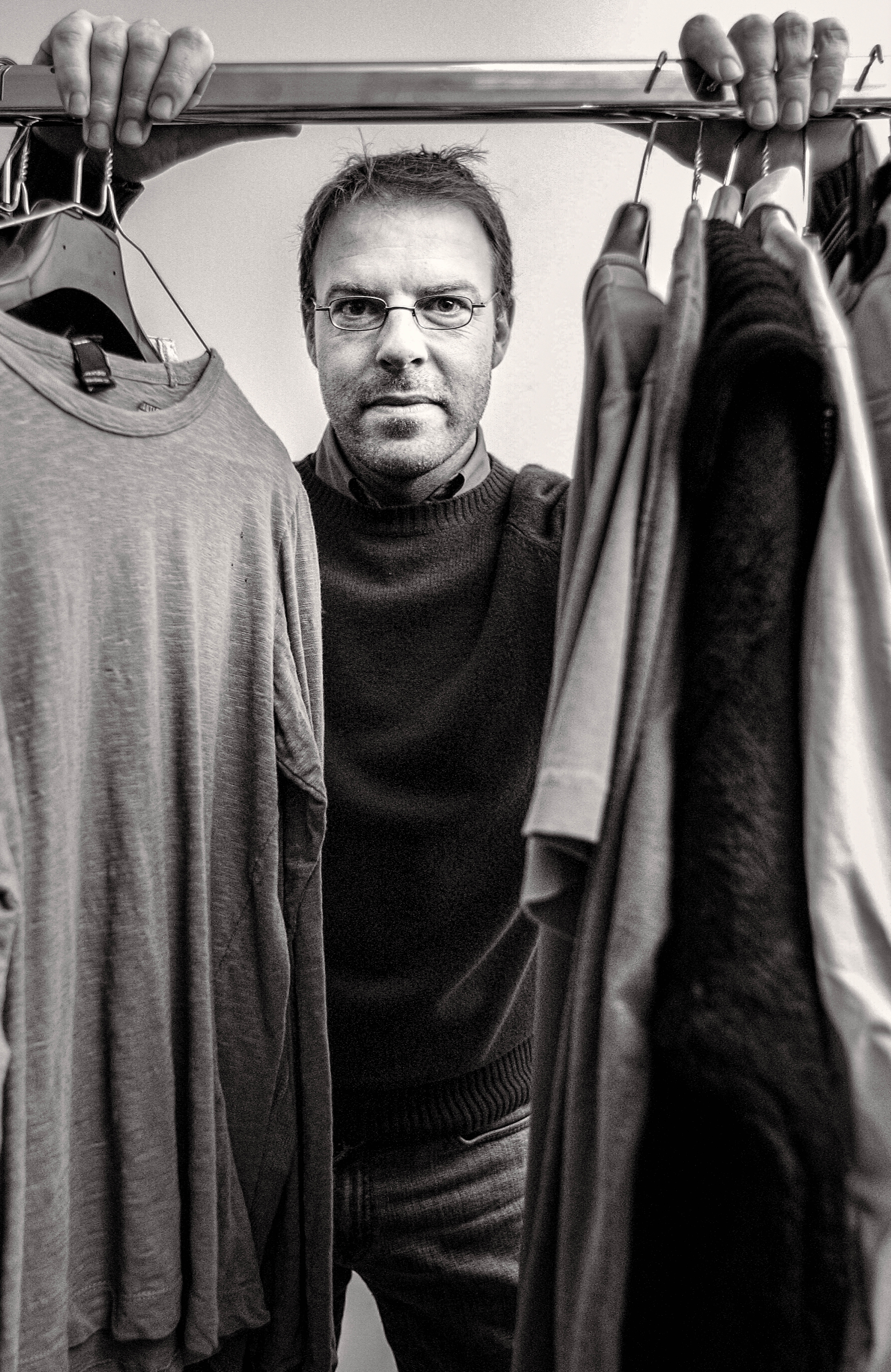
Tom Lenaerts in 2005

Daarna maakte Tom Lenaerts programma's zonder Bart De Pauw: De Pappenheimers en De Parelvissers. In 2011 schrijft hij het scenario en regisseert hij de fictiereeks Met Man en Macht. In 2011 presenteerde hij door de drukke bezigheden De Pappenheimers niet meer.
In 2003 nam Lenaerts deel aan het eerste seizoen van De Slimste Mens ter Wereld. Na twee deelnames moest hij de quiz verlaten. Vijf jaar later nam hij nog eens deel aan het zevende seizoen. Toen bleef hij drie afleveringen in de quiz.
In het voorjaar van 2009 presenteerde hij samen met Michiel Devlieger, met wie hij onder meer voor Schalkse ruiters en De Mol al samenwerkte, Voor Eens & Voor Altijd. Dit was een talkshow op Canvas waarin ze eens en voor altijd een einde wilden maken met de hardnekkigste vooroordelen over hun gasten.
In 2012-2013 was Lenaerts te zien op VIER, dat deels in handen kwam van Woestijnvis. Hij presenteerde er De Kruitfabriek.
In 2014 verliet hij na vijftien jaar Woestijnvis om zijn eigen productiehuis Panenka op te zetten. In 2015 presenteerde hij met het productiehuis voor Eén de quiz Kalmte Kan U Redden. Voor Panenka maakt hij in 2018 samen met Paul Baeten Gronda de fictiereeks Over water en in 2021 de fictiereeks Twee Zomers.
In 2016 presenteerde hij de MIA's 2015.